# Paragomphus alluaudi
Paragomphus alluaudi är en trollsländeart som först beskrevs av Martin 1915.  Paragomphus alluaudi ingår i släktet Paragomphus och familjen flodtrollsländor. IUCN kategoriserar arten globalt som livskraftig. Inga underarter finns listade i Catalogue of Life.